# Why Make Sense?
 (février 2024).
La mise en forme du texte ne suit pas les recommandations de Wikipédia : il faut le « wikifier ».
Les points d'amélioration suivants sont les cas les plus fréquents. Le détail des points à revoir est peut-être précisé sur la page de discussion.
- Les titres sont pré-formatés par le logiciel. Ils ne sont ni en capitales, ni en gras.
- Le texte ne doit pas être écrit en capitales (les noms de famille non plus), ni en gras, ni en italique, ni en « petit »…
- Le gras n'est utilisé que pour surligner le titre de l'article dans l'introduction, une seule fois.
- L'italique est rarement utilisé : mots en langue étrangère, titres d'œuvres, noms de bateaux, etc.
- Les citations ne sont pas en italique mais en corps de texte normal. Elles sont entourées par des guillemets français : « et ».
- Les listes à puces sont à éviter, des paragraphes rédigés étant largement préférés. Les tableaux sont à réserver à la présentation de données structurées (résultats, etc.).
- Les appels de note de bas de page (petits chiffres en exposant, introduits par l'outil «  Source ») sont à placer entre la fin de phrase et le point final[comme ça].
- Les liens internes (vers d'autres articles de Wikipédia) sont à choisir avec parcimonie. Créez des liens vers des articles approfondissant le sujet. Les termes génériques sans rapport avec le sujet sont à éviter, ainsi que les répétitions de liens vers un même terme.
- Les liens externes sont à placer uniquement dans une section « Liens externes », à la fin de l'article. Ces liens sont à choisir avec parcimonie suivant les règles définies. Si un lien sert de source à l'article, son insertion dans le texte est à faire par les notes de bas de page.
- La présentation des références doit suivre les conventions bibliographiques. Il est recommandé d'utiliser les modèles {{Ouvrage}}, {{Chapitre}}, {{Article}}, {{Lien web}} et/ou {{Bibliographie}}. Le mode d'édition visuel peut mettre en forme automatiquement les références.
- Insérer une infobox (cadre d'informations à droite) n'est pas obligatoire pour parachever la mise en page.

Pour une aide détaillée, merci de consulter Aide:Wikification.
Si vous pensez que ces points ont été résolus, vous pouvez retirer ce bandeau et améliorer la mise en forme d'un autre article.
Why Make Sense ? (littéralement, Pourquoi faire sens ? en français) est le sixième album studio du groupe de musique électronique anglais Hot Chip. Il est sorti au Royaume-Uni le 18 mai 2015 via Domino et a été coproduit par le groupe et le producteur de disques anglais Mark Ralph. Comme leur précédent album, In Our Heads (2012), il a été enregistré au studio londonien de Ralph, Club Ralph, mais également aux Angelic Studios dans le Northamptonshire. Pour les copies en vinyles et en disques compacts de Why Make Sense? , la pochette de l'album comporte 130 000 variantes de son design, qui comprend un ensemble de lignes parallèles s'entrecroisant (connu sous le nom de motif moiré ) devant un fond coloré. Trois singles officiels sont sortis de l'album : "Huarache Lights", " Need You Now " et " Started Right ".

## Enregistrement
Al Doyle, membre du groupe, a expliqué dans une interview qu'ils envisageaient de sortir un double album, mais qu'ils s'étaient retenus pour ne pas être "indulgents" Joe Goddard a ajouté que la plupart des chansons de l'album ont été écrites en trois ou quatre jours, expliquant que le groupe "essaie de travailler très rapidement afin de ne pas en épuiser la vie et l'âme".
Dans un communiqué de presse pour l'album, Goddard a déclaré : « Lors de l'enregistrement, nous nous rapprochions de plus en plus du son que nous produisons sur scène : Ce genre de liberté fait une énorme différence pour quelques-uns des morceaux de l'album ; comment les pistes grandissent sur certains morceaux de l'album, sur la façon dont ils évoluent. Il a également déclaré que "musicalement, nous avions tous le désir de dépouiller les choses, de ne pas les surcharger de parties. Cela renvoie à l'idée d'être réellement un groupe - peut-être juste une partie de guitare et une partie de batterie en direct plutôt que d'ajouter de multiples couches. Musicalement, c'était un effort pour donner à notre musique un caractère vraiment direct, comme celui que l'on trouve sur les vieux disques de RnB.

## Réalisation
Le titre de l'album, la pochette et la liste des morceaux ont été annoncés le 10 février 2015, parallèlement à la sortie du premier single de l'album, "Huarache Lights".
Le deuxième single de l'album, " Need You Now ", est sorti le 1er avril 2015 avec un clip vidéo mis en ligne sur la chaîne YouTube du groupe le même jour. La chanson échantillonne également les voix de la chanson "I Need You Now" de Sinnamon.

### Pochette d'album
La pochette de l'album pour le CD et le vinyle utilise un nouveau procédé d'impression conçu par Nick Relph et Matthew Cooper. La pochette varie d'une impression à l'autre en 501 couleurs différentes. La pochette comprend également une série de lignes parallèles, placées à des angles différents sur chaque impression. Au total, il existe plus de 130 000 variations pour la pochette. L'œuvre d'art présente un motif moiré inspiré du travail de Bridget Riley .

## Réception critique
Why Make Sense? a reçu des appréciations positives de la part des critiques. Selon le site Web agrégateur de critiques Metacritic, l'album a reçu une note critique moyenne de 81/100 sur la base de 31 critiques, indiquant une "reconnaissance universelle". Heather Phares écrit sur AllMusic : « Il est intéressant de noter que la série de grands albums de Hot Chip, en commençant par Made in the Dark, a coïncidé avec leur exploration des joies des relations à long terme. Célébrer la monogamie tout en évitant la monotonie s'applique à leur façon de faire de la musique. Et aussi : à première vue, Why Make Sense ? est un autre album d'électro-pop ironique et cinétique d'un groupe qui maîtrise le style, mais il s'appuie également sur les racines de Hot Chip - et sur les origines de la dance music - d'une manière qui semble fraîche. "  Matthew Horton de NME a attribué à l'album une note de 8/10, le qualifiant de "disque qui trouve Hot Chip plutôt insouciant, se délectant de l'absence de couches de décoration électronique. Dépouillés à l'essentiel et marmonnant contre les machines, ils Je n'ai jamais été aussi fort."  Chez Paste, Ryan Reed a attribué à l'album une note de 8,5/10 et a écrit que l'album « tourne autour des thèmes habituels de Taylor et Goddard, à savoir la dévotion romantique et l'amitié. Mais ici, ces mots sont souvent teintés d'effroi moderne, comme le méditations lasses du monde sur le maussade « Need You Now » (« Caught up in this world / I never dreamed I could appartenir à un État qui ne voit pas le bien du mal ») et le rythme kraut-punk de la chanson titre. Pourquoi avoir du sens quand le monde qui nous entoure refuse ? ", demande Taylor au-dessus des synthés et de la batterie qui claquent. L'univers est peut-être illogique, mais Hot Chip n'a jamais sonné aussi utile. " 

## Liste des pistes
| 1.    | Huarache Lights                                       | 5:29 |
| 2.    | Love Is the Future (featuring Posdnuos of De La Soul) | 4:31 |
| 3.    | Cry for You                                           | 4:18 |
| 4.    | Started Right                                         | 3:44 |
| 5.    | White Wine and Fried Chicken                          | 3:00 |
| 6.    | Dark Night                                            | 5:27 |
| 7.    | Easy to Get                                           | 5:10 |
| 8.    | Need You Now                                          | 4:45 |
| 9.    | So Much Further to Go                                 | 3:12 |
| 10.   | Why Make Sense?                                       | 5:14 |
| 44:50 |                                                       |      |

### EPséparé
L'édition de luxe de l'album comprend un EP intitulé Separate, contenant quatre nouvelles chansons supplémentaires.
| 1.    | Burning Up   | 4:10 |
| 2.    | Separate     | 4:24 |
| 3.    | Move with Me | 3:48 |
| 4.    | Re-Harmonize | 6:24 |
| 18:46 |              |      |